# Formis
Formis (Phormis o Phormus, Φόρμις, ̓Αριστοτ, Pausànies; Φόρμος, Ateneu de Naucratis i Suides; Αμορφος, Temisti) fou un poeta grec. Segurament sigui la mateixa persona que Aristòtil associa a Epicarme, i diu que fou un dels creadors d'una peculiar forma de comèdia.
Va néixer a Menalos d'Arcàdia i va viatjar a Sicília on va fer amistat amb Geló I de Gela i Siracusa, als fills del qual va educar. Es va distingir com a soldat sota Geló i després sota Hieró I a partir del 478 aC. En agraïment pels seus èxits va fer ofrenes a Zeus a Olímpia i a Apol·lo a Delfos.
Suides dona el nom de sis de les seves comèdies:
- Αδμητος
- ̓Αλκυόνες
- ̓Ιλίου Πόρθησις
- Ιππος
- Κηφεὺς o Κεφάλαια
- Περσεύς
- Αταλάντη